# Río Paicaví
Río Paicaví är ett vattendrag i Chile.   Det ligger i regionen Región del Biobío, i den södra delen av landet, 600 km sydväst om huvudstaden Santiago de Chile.
Runt Río Paicaví är det glesbefolkat, med 9 invånare per kvadratkilometer.